# Life Is Good (musikalbum)
Life Is Good är rapparen Nas tionde studioalbum och släpptes den 13 juli 2012. Detta är Nas sista album hos skivbolaget Def Jam och det släpptes fyra singlar från albumet.

## Låtlista
| Nr | Låt                                              | Producent(er)                                | Varaktighet |
| -- | ------------------------------------------------ | -------------------------------------------- | ----------- |
| 1  | "No Introduction"                                | J.U.S.T.I.C.E. League                        | 4:15        |
| 2  | "Loco Motive (feat. Large Professor)"            | No I.D.                                      | 3:40        |
| 3  | "A Queens Story"                                 | Salaam Remi                                  | 4:35        |
| 4  | "Accident Murderers (feat. Rick Ross)"           | No I.D. & Salaam Remi                        | 4:27        |
| 5  | "Daughters"                                      | No I.D.                                      | 3:20        |
| 6  | "Reach Out(feat. Mary J. Blige)"                 | Salaam Remi, DJ Hot Day, Rodney Jerkins, Nas | 3:46        |
| 7  | "World's An Addiction(feat. Anthony Hamiltion)"  | Salaam Remi                                  | 5:01        |
| 8  | "Summer On Smash (feat. Miguel & Swizz Beatz)"   | Swizz Beatz                                  | 4:19        |
| 9  | "You Wouldn't Understand (feat. Victoria Monet)" | Buckwild                                     | 4:35        |
| 10 | "Back When"                                      | No I.D.                                      | 3:22        |
| 11 | "The Don"                                        | Salaam Remi, Heavy D, Da Internz             | 3:02        |
| 12 | "Stay"                                           | No I.D.                                      | 3:45        |
| 13 | "Cherry Wine (feat. Amy Winehouse)               | Salaam Remi                                  | 5:56        |
| 14 | "Bye Baby"                                       | Salaam Remi, Noah "40" Shebib                | 3:59        |